# Olga Carmona
Olga Carmona García (Sevilla, España; 12 de junio de 2000) es una futbolista española que juega como defensa en la sección femenina del Paris Saint Germain de la Division 1 Fémenine de Francia desde 2025. Jugadora polivalente, puede desempeñarse en posiciones más adelantadas de centrocampista y extremo.
A pesar de su juventud, ha hecho que el Real Madrid C.F., en su sección femenina, se haya clasificado para la Liga de Campeones en las dos últimas temporadas, apeando a equipos con mayor antigüedad en la competición. Asimismo, con tan solo 23 años, marcó el gol que dio a la Selección española la Copa del Mundo de 2023 contra Inglaterra.

## Trayectoria

### La promesa de Nervión
Olga se inició con apenas siete años en equipo masculino de su barrio, Sevilla Este, la Agrupación Deportiva Polideportivo Sevilla Este, justo antes de acceder a las categorías inferiores del Sevilla Fútbol Club. Fue con el equipo hispalense con el que debutó en 2017 en la Segunda División en el encuentro del 12 de febrero frente al Fútbol Femenino La Solana, anotando un gol en la victoria por 5-0. Sus buenas actuaciones la asentaron en el primer equipo, con el que logró el ascenso a la máxima categoría y ser la tercera máxima anotadora del equipo con nueve goles. En la temporada de su estreno en la Primera División finalizó con cinco goles en 25 encuentros, como una de las más destacadas del equipo pese a su juventud. El primero de ellos se produjo en la cuarta jornada ante el Levante Unión Deportiva que finalizó con un resultado de 5-5, y cerró la temporada con cinco goles.
Fue campeona tanto de la categoría juvenil, como de la Segunda División.

### Etapa en Madrid
Sus grandes actuaciones en el Sevilla FC llamaron la atención de varios clubes, entre ellos el Real Madrid Club de Fútbol, quien tras formar su nuevo equipo femenino llevó a cabo numerosas contrataciones para su estreno en la máxima categoría española con el objetivo de convertirse cuanto antes en uno de los equipos referentes del país. Olga fue una de las incorporaciones del club madridista tras la finalización de su contrato con el club hispalense y ser señalada como una de las más destacadas delanteras y promesas del campeonato. Fue por ello seleccionada entre las finalistas en su puesto del Fútbol Draft que premia a los mejores futbolistas jóvenes de la temporada. Su debut se produjo el 4 de octubre en la Ciudad Deportiva de Valdebebas frente a las vigentes campeonas del Fútbol Club Barcelona, donde la mayor experiencia y rodaje de las catalanas hizo que el partido finalizase con un 0-4 en contra.
Pese a ello el equipo se recompuso y encadenó una buena racha de resultados, en los que Olga fue una de las destacadas pese a partir como defensa, hasta situarse en el segundo puesto. Su primer gol con el conjunto madrileño se produjo en la aplazada cuarta jornada, disputada el 9 de diciembre frente al Levante Unión Deportiva en Buñol. Una importante, y a la postre del campeonato, decisiva victoria por 1-2, tras tantos de Marta Cardona y Olga Carmona —el de la victoria—, que colocaron al equipo en el segundo puesto provisional de la clasificación, dentro de las plazas de acceso a la Liga de Campeones. Finalmente logró anotar un total de cinco goles, a los que sumó cinco asistencias, que permitieron que el equipo finalizara como subcampeón del campeonato y lograse en el primer año de vida de la sección clasificarse a la máxima competición europea.

### A Francia con el PSG
El 20 de mayo de 2025, el Real Madrid realizó un comunicado de que ella no seguirá en el club blanco, debido a que firmo con el PSG por 5 temporadas terminando 5 años defendiendo la divisa merengue.

## Selección nacional
El 21 de octubre de 2021 debutó con la selección sub-23 en la victoria por 1-4 frente a Italia en el que fue titular y disputó 68 minutos del encuentro hasta que fue sustituida por Asun Martínez. Fue también el estreno de la citada categoría española, hasta entonces conocida como Absoluta Promesas, en el marco de una reestructuración de las formativas españolas femeninas, que pasó a contar también con una categoría sub-15. La sub-23 (conocida como «olímpica» en el fútbol masculino) estuvo dirigida por la exinternacional Laura del Río, y fue establecida como un combinado para dar cabida al extenso número de jugadoras seleccionables.
Olga, una de ellas, hizo su debut en la selección absoluta unos meses antes, concretamente el 13 de abril. Fue poco a poco contando con participación hasta llegar a ser una de las seleccionadas para la disputa de la Eurocopa 2022.
Fue campeona del mundo el 20 de agosto de 2023, en el partido que enfrentó a España con Inglaterra, y que venció por 1-0; siendo la anotadora del único gol del partido.

## Estadísticas

### Clubes
Actualizado al último partido disputado el 29 de enero de 2025.
| Club              | Temporada     | Div.          | Liga  | Liga  | Liga   | Copa  | Copa  | Copa   | Supercopa | Supercopa | Supercopa | Internacional | Internacional | Internacional | Total | Total | Total  | Media goleadora |
| Club              | Temporada     | Div.          | Part. | Goles | Asist. | Part. | Goles | Asist. | Part.     | Goles     | Asist.    | Part.         | Goles         | Asist.        | Part. | Goles | Asist. | Media goleadora |
| ----------------- | ------------- | ------------- | ----- | ----- | ------ | ----- | ----- | ------ | --------- | --------- | --------- | ------------- | ------------- | ------------- | ----- | ----- | ------ | --------------- |
| Sevilla F. C.     | 2016-17       | 2.ª           | 7     | 5     | —      | 4     | 4     | —      | —         | —         | —         | —             | —             | —             | 11    | 9     | —      | 0.82            |
| Sevilla F. C.     | 2017-18       | 1.ª           | 25    | 5     | —      | —     | —     | —      | —         | —         | —         | —             | —             | —             | 25    | 5     | —      | 0.20            |
| Sevilla F. C.     | 2018-19       | 1.ª           | 30    | 2     | —      | 3     | 0     | —      | —         | —         | —         | —             | —             | —             | 33    | 2     | —      | 0.06            |
| Sevilla F. C.     | 2019-20       | 1.ª           | 20    | 0     | —      | 2     | 0     | —      | —         | —         | —         | —             | —             | —             | 22    | 0     | —      | 0               |
| Sevilla F. C.     | Total club    | Total club    | 82    | 12    | —      | 9     | 4     | —      | —         | —         | —         | 0             | 0             | —             | 91    | 16    | —      | 0.18            |
| Real Madrid C. F. | 2020-21       | 1.ª           | 28    | 5     | 6      | 1     | 0     | 0      | —         | —         | —         | —             | —             | —             | 29    | 5     | 6      | 0.17            |
| Real Madrid C. F. | 2021-22       | 1.ª           | 28    | 2     | 4      | 3     | 1     | 0      | 1         | 0         | 0         | 8             | 3             | 0             | 40    | 6     | 4      | 0.15            |
| Real Madrid C. F. | 2022-23       | 1.ª           | 26    | 3     | 2      | 4     | 0     | 1      | 1         | 0         | 0         | 8             | 1             | 0             | 39    | 4     | 3      | 0.10            |
| Real Madrid C. F. | 2023-24       | 1.ª           | 27    | 6     | 8      | 1     | 0     | 0      | 1         | 0         | 0         | 7             | 2             | 0             | 36    | 8     | 8      | 0.22            |
| Real Madrid C. F. | 2024-25       | 1.ª           | 14    | 3     | 3      | 1     | 0     | 0      | 2         | 0         | 0         | 8             | 0             | 1             | 25    | 2     | 4      | 0.29            |
| Real Madrid C. F. | Total club    | Total club    | 123   | 19    | 23     | 10    | 1     | 1      | 5         | 0         | 0         | 31            | 6             | 1             | 168   | 26    | 25     | 0.17            |
| Total carrera     | Total carrera | Total carrera | 205   | 31    | 23     | 19    | 5     | 1      | 5         | 0         | 0         | 25            | 6             | 1             | 259   | 42    | 25     | 0.16            |
| 1.                |               |               |       |       |        |       |       |        |           |           |           |               |               |               |       |       |        |                 |

## Palmarés

### Títulos nacionales
Nota: carácter regional y/o fútbol base.
| Título                    | Club                    | Año  |
| ------------------------- | ----------------------- | ---- |
| Campeonato de Liga (Juv.) | Sevilla F. C. (juvenil) | 2017 |
| Grupo de Liga (2.ª)       | Sevilla F. C.           | 2017 |

### Títulos internacionales
Nota *: incluyendo la selección.
| Título                               | Equipo                     | Sede                      | Año  |
| ------------------------------------ | -------------------------- | ------------------------- | ---- |
| Europeo Femenino (Sub-19)            | Selección de España Sub-19 | Suiza                     | 2018 |
| Copa Mundial Femenina de la FIFA     | Selección de España        | Australia y Nueva Zelanda | 2023 |
| Liga de Naciones Femenina de la UEFA | Selección de España        | España (Final)            | 2024 |

### Distinciones individuales
| Distinción                                                    | Año        |
| ------------------------------------------------------------- | ---------- |
| Player of the Match - Final Mundial Australia y Nueva Zelanda | 2023       |
| Nominada al Balón de Oro (Puesto 6)                           | 2023       |
| FIFA XI The Best                                              | 2023       |
| FIFPRO World11                                                | 2023, 2024 |
| Mejor XI del mundo - IFFHS                                    | 2023       |
| Mejores jugadoras del mundo - The Guardian (Puesto 14)        | 2023       |
| Medalla de Oro - Provincia de Sevilla                         | 2024       |
| Mejores jugadoras del mundo - ESPN (Puesto 35)                | 2024       |
| Mejor XI - Liga F                                             | 2024       |
| Mejores jugadoras del mundo - The Guardian (Puesto 44)        | 2024       |